# Essay (Orne)
Essay ist eine französische Gemeinde mit 543 Einwohnern (Stand 1. Januar 2022) im Département Orne in der Region Normandie; sie gehört zum Arrondissement Alençon und zum Kanton Écouves. 

## Lage
Die Gemeinde liegt im Regionalen Naturpark Normandie-Maine. Sie liegt am Fluss Vézone, in den hier sein Zufluss Vandre einmündet.

## Geschichte
- Zur Zeit der Gallier war Essay der Hauptort des Essuis, einem Volk, das unmittelbar Verhandlungen mit Julius Caesar aufnahm.
- Im Jahr 1088 erwähnt der Bischof von Bayeux eine Burg in Essay als eine der wichtigsten des Hauses Bellême
- Seit der Eroberung der Normandie durch Philipp II. gehörte Essay unmittelbar der Krone.
- Um 1361 ließ Peter II. von Alençon den Ort mit einer Mauer und einem Graben umgeben. Essay wurde zur "Ville close".
- 1489 wird die Burg, die im Hundertjährigen Krieg weitgehend zerstört worden war, restauriert
- Im Jahr 1590 ordnet König Heinrich IV. die Zerstörung der Burg an, nimmt die Entscheidung aber bald wieder zurück
- 1598 wird die Burg von den Ständen der Normandie als Räubernest ("repaire de brigandage") bezeichnet[1]
- 1790–1801 war Essay Hauptort eines Kantons
- 1811 wird Mont-Perroux eingemeindet, 1840 Echuffley

## Bevölkerungsentwicklung
- 1962: 517
- 1968: 523
- 1975: 461
- 1982: 500
- 1990: 516
- 1999: 500

## Sehenswürdigkeiten
- Die Ruinen der alten Burg der Herzöge von Alençon mit der Schlosskapelle aus dem Jahr 1166
- Die Kirche Saint-Pierre-et-Saint-Paul (11. Jahrhundert)
- Das Kloster
- Das Château de Beaufossé.
- Die international bekannte Rallycross-Rennstrecke Circuit des Ducs

## Persönlichkeiten
- Comte Rœderer François Robichon de la Guérinière (1688–1751), geboren in Essay